# Östersysslets tingslag
Östersysslets tingslag var ett tingslag i Värmlands län i Östersysslets domsaga. Tingsplats var Kristinehamn och Filipstad.
Tingslaget inrättades 1948 i Östersysslets domsaga och föregicks av Ölme, Visnum och Väse tingslag och Färnebo tingslag.
Tingslaget uppgick den 1 januari 1970 i Kristinehamns tingsrätt och dess domsaga.

## Omfattning

### Socknarna i häraderna
- Ölme härad
- Visnums  härad
- Väse härad
- Färnebo härad

### Kommuner (från 1952)
- Rämmens landskommun
- Värmlandsbergs landskommun
- Kroppa landskommun
- Ullvätterns landskommun
- Visnums landskommun
- Väse landskommun
- Östra  Fågelviks  landskommun
- Storfors  köping
- Filipstads  stad